# Dørøy
Dørøy est une île norvégienne du comté de Hordaland appartenant administrativement à Bømlo.

## Description
Rocheuse et couverte d'arbres, elle s'étend sur environ 286 m de longueur pour une largeur approximative de 203 m. Elle compte deux habitations.